# Stari Babanî, Babanka
Stari Babanî (în ucraineană Старі Бабани) este o comună în raionul Babanka, regiunea Cerkasî, Ucraina, formată numai din satul de reședință.

## Demografie
Componența lingvistică a comunei Stari Babanî
     Ucraineană (97,9%)
     Rusă (1,29%)
     Alte limbi (0,43%)
Conform recensământului din 2001, majoritatea populației comunei Stari Babanî era vorbitoare de ucraineană (97,9%), existând în minoritate și vorbitori de rusă (1,29%).